# Portada/article novembre 15

## Escultura romana
L'escultura romana comprèn l'obra escultòrica que es va desenvolupar a tota l'àrea d'influència de l'Imperi Romà, amb el focus central a Roma; això succeí entre el segle vi aC i el segle v. Originàriament derivà de l'escultura grega, principalment a través de l'herència de l'escultura etrusca i, posteriorment, ja d'una manera directa durant el període hel·lenístic, per contacte amb les colònies de la Magna Grècia i de la pròpia Grècia.
L'estudi de l'escultura romana ha demostrat ser un desafiament per als investigadors ja que la seva evolució és qualsevol cosa menys lineal i lògica. Els intents d'imposar un model de desenvolupament formal sobre la història de l'escultura romana com un sistema orgànic resulten inexactes i poc realistes; el pas d'una etapa a l'altra ha demostrat ser un procés molt complex.